# Krispl
Krispl, im Salzburger Dialekt Krischbi [ˈkɾɪʃbɪ], ist eine Gemeinde mit 874 Einwohnern (Stand 1. Jänner 2024) im Bundesland Salzburg im Bezirk Hallein in Österreich. Sie umfasst den Doppelort Krispl-Gaißau.

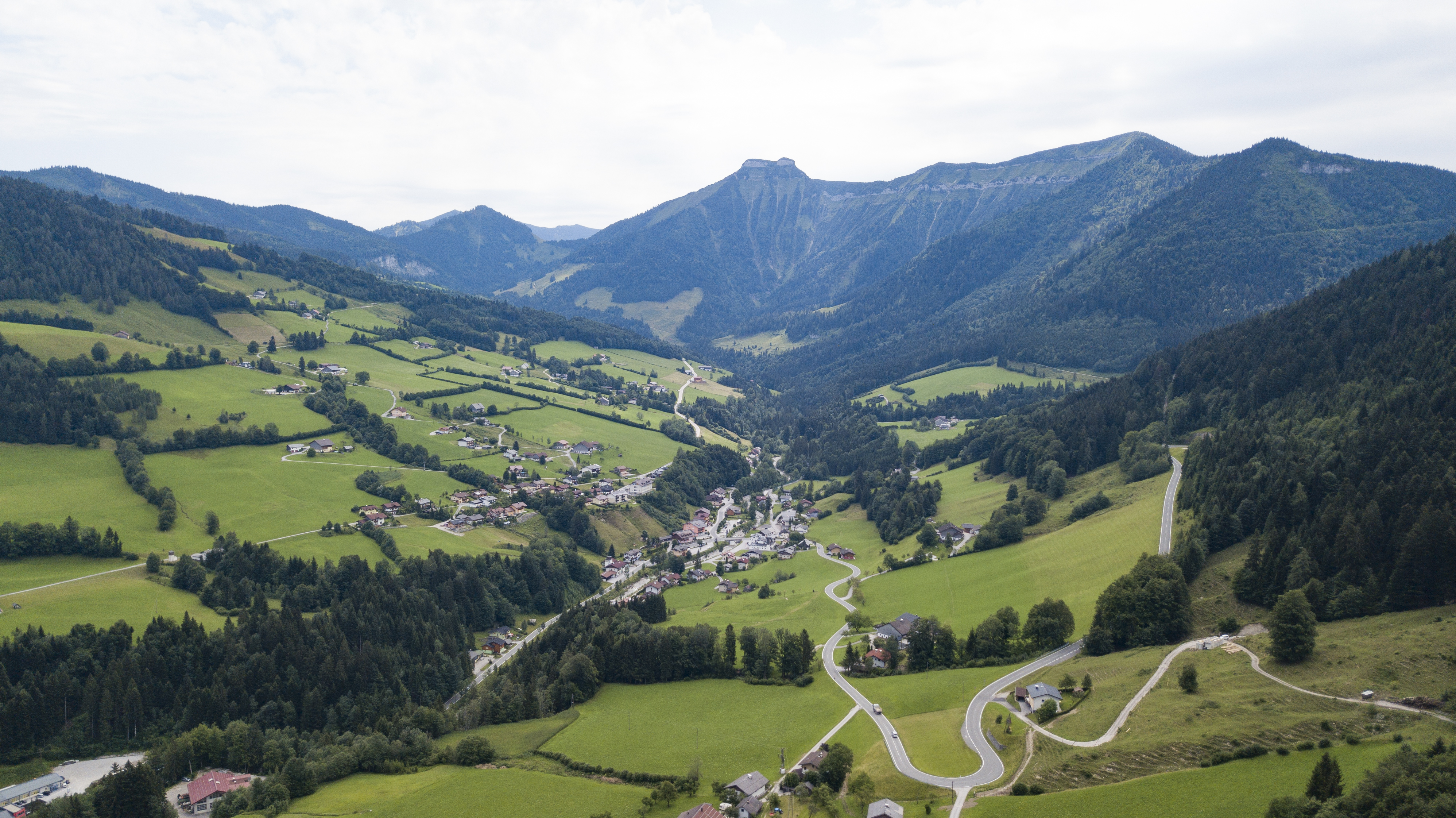
Blick auf Gaißau, im Hintergrund der Schmittenstein an der Gemeindegrenze.

## Geografie
Die Gemeinde liegt im Tennengau im Salzburger Land inmitten der Osterhorngruppe, etwa 25 Kilometer südlich der Stadt Salzburg. Das Gemeindegebiet umfasst das Tal des Mörtlbaches, eines rechten Nebenflusses des Almbaches. Der tiefste Punkt der Gemeinde liegt 630 Meter über dem Meer. Die bewaldeten Höhenrücken im Westen sind rund 1000 Meter hoch, die Berge im Osten erreichen 1500 Meter, die höchsten Punkte im Süden sind der Schlenken mit 1648 und der Schmittenstein mit 1695 Meter.
Die Fläche der Gemeinde beträgt beinahe dreißig Quadratkilometer. Davon sind mehr als sechzig Prozent bewaldet, ein Viertel wird landwirtschaftlich genutzt und sieben Prozent sind Almen.

### Gemeindegliederung
Das Gemeindegebiet umfasst folgende zwei Ortschaften (in Klammern Einwohnerzahl Stand 1. Jänner 2024):
- Gaißau (759)
- Krispl (115)

Die Gemeinde besteht aus der Katastralgemeinde Krispl.

### Nachbargemeinden
|            |                                             | Faistenau (Bez. Sbg.-Umgebung) |
| Adnet      | Kompassrose, die auf Nachbargemeinden zeigt | Hintersee (Bez. Sbg.-Umgebung) |
| Bad Vigaun | Sankt Koloman                               |                                |

## Geschichte
Das Gebiet wurde von den Bajuwaren besiedelt und war lange Zeit Weide- und Jagdgebiet. Urkundlich wird der Name Gaizzouwe (Gaißau) 1241 erstmals erwähnt, als Erzbischof Eberhard II. dem Ortolf Fuchs Käsedienste im Gebiet Gaißau überträgt. Im Jahr 1245 untersteht das Gebiet dem Gericht Adnet. Als 1299 Heinrich von Gutrat Güter von der Salzburger Kirche als Lehen erhält, werden darunter das Gericht und die Vogtei Gaißau genannt.
1393 wird erstmals Krispl erwähnt, als ein Gut „unter dem Chrispel in der Pfarr Chuchl“. Für das Jahr 1594 ist eine schlichte Bergkirche auf den Krispeln bezeugt. Sie gehörte zur Mutterkirche Kuchl, wurde 1731 zum Vikariat und 1859 selbständige Pfarre.
Ein Schulunterricht ist für 1777 belegt. Eine eigene Schule wurde 1830 vom damaligen Lehrer, dem Sohn des Krisperlwirtes, erbaut.

## Politik

### Gemeinderat
| Gemeinderatswahl 2024Wahlbeteiligung: 92,6 % 6050403020100 52,6 % (−1,8 %p)32,2 % (+0,2 %p)15,3 % (+1,7 %p) ÖVPSPÖFPÖ20192024 |

Die Gemeindevertretung hat insgesamt 13 Mitglieder.
- Mit den Gemeindevertretungs- und Bürgermeisterwahlen in Salzburg 2004 hatte die Gemeindevertretung folgende Verteilung: 8 ÖVP, 4 SPÖ, und 1 FPÖ.
- Mit den Gemeindevertretungs- und Bürgermeisterwahlen in Salzburg 2009 hatte die Gemeindevertretung folgende Verteilung: 8 ÖVP, 4 SPÖ, und 1 FPÖ.[4]
- Mit den Gemeindevertretungs- und Bürgermeisterwahlen in Salzburg 2014 hatte die Gemeindevertretung folgende Verteilung: 11 ÖVP, und 2 SPÖ.[5]
- Mit den Gemeindevertretungs- und Bürgermeisterwahlen in Salzburg 2019 hatte die Gemeindevertretung folgende Verteilung: 7 ÖVP, 4 SPÖ und 2 FPÖ.[6]
- Mit den Gemeindevertretungs- und Bürgermeisterwahlen in Salzburg 2024 hat die Gemeindevertretung folgende Verteilung: 7 ÖVP, 4 SPÖ und 2 FPÖ.[7]

| Hier fehlt eine Grafik, die leider im Moment aus technischen Gründen nicht angezeigt werden kann. Wir arbeiten daran! |

### Bürgermeister
- bis 1992 Stefan Weißenbacher (ÖVP)[8]
- 1992–2013 Peter Fuschlberger (ÖVP)[9]
- 2013–2023 Andreas Ploner (ÖVP)[10]
- seit 2023 Martin Wallmann (ÖVP)[11]

### Wappen
Der Gemeinde Krispl wurde am 17. April 1972 folgendes Wappen verliehen:
Blasonierung: „In blauem Schild ein langgestreckter grüner, oben felsiger und gleichfalls grünbewachsener Berg; darüber ein schrägrechtes silbernes Schwert mit goldenem Griff, gekreuzt mit einem schräglinken goldenen Schlüssel.“
Der markante Berg symbolisiert den Schmittenstein, Schlüssel und Schwert stehen für die Kirchenpatrone Petrus und Paulus.

## Kultur und Sehenswürdigkeiten

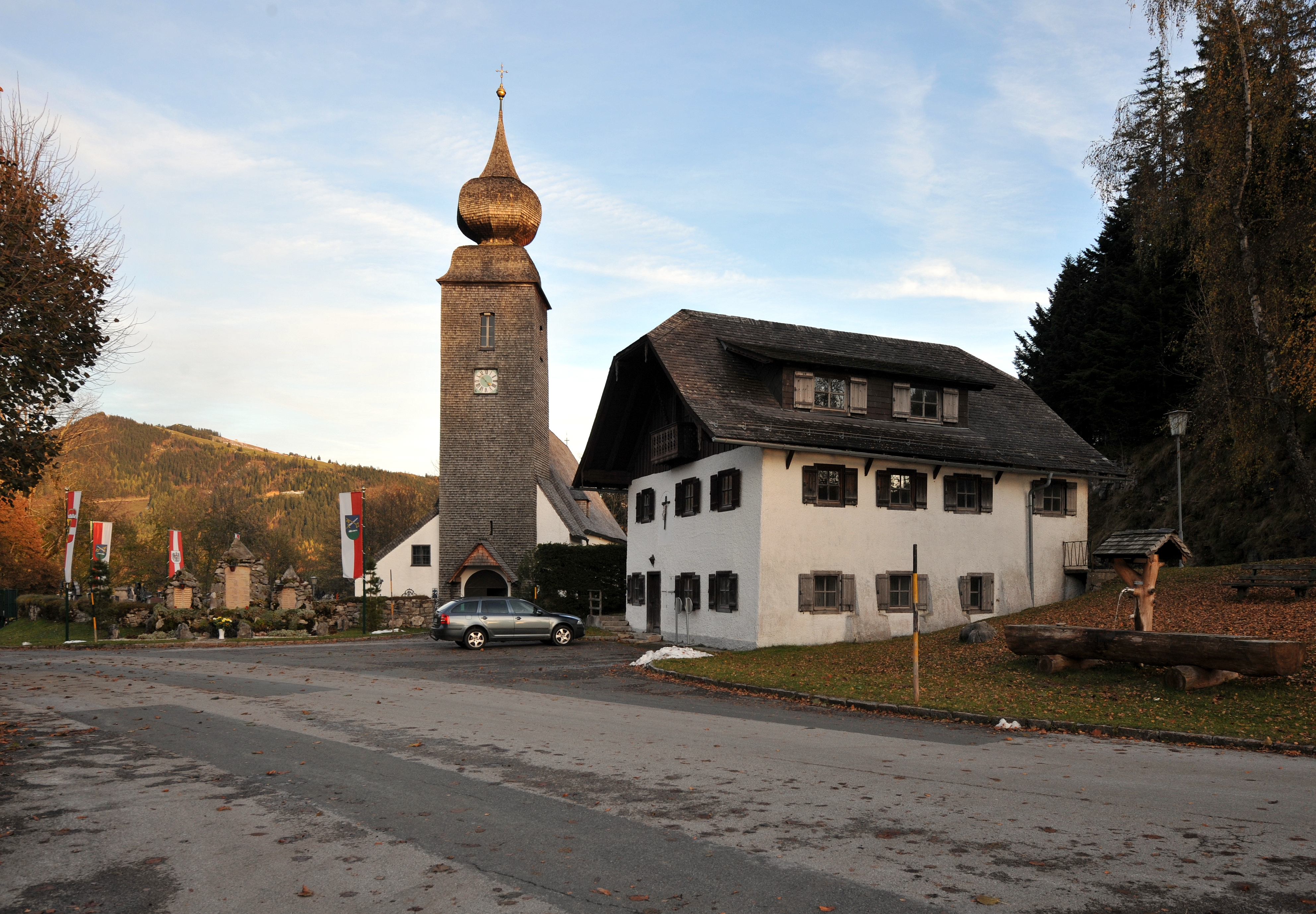
Pfarrkirche Krispl

- Katholische Pfarrkirche Krispl Hll. Peter und Paul

## Wirtschaft und Infrastruktur
Von den 150 Arbeitsplätzen in Krispl entfallen jeweils über zwanzig Prozent auf die Landwirtschaft und den Produktionssektor, fast sechzig Prozent auf Dienstleistungen (Stand 2011). Von den 460 Erwerbstätigen, die 2011 in Krispl wohnten, arbeiteten 130 in der Gemeinde, über siebzig Prozent pendelten aus.

### Fremdenverkehr
Auf der Südseite von Spielberg und Wieserhörndl befindet sich die Skischaukel und das Erholungsgebiet Spielbergalm. Die Anzahl der Übernachtungen stieg von 10.000 im Jahr 2010 auf 17.000 im Jahr 2018, um 2019 wieder auf 13.000 zurückzugehen. Im Jahr 2019 entfielen mehr als die Hälfte der Übernachtungen auf die drei Monate Juni, Juli und August.

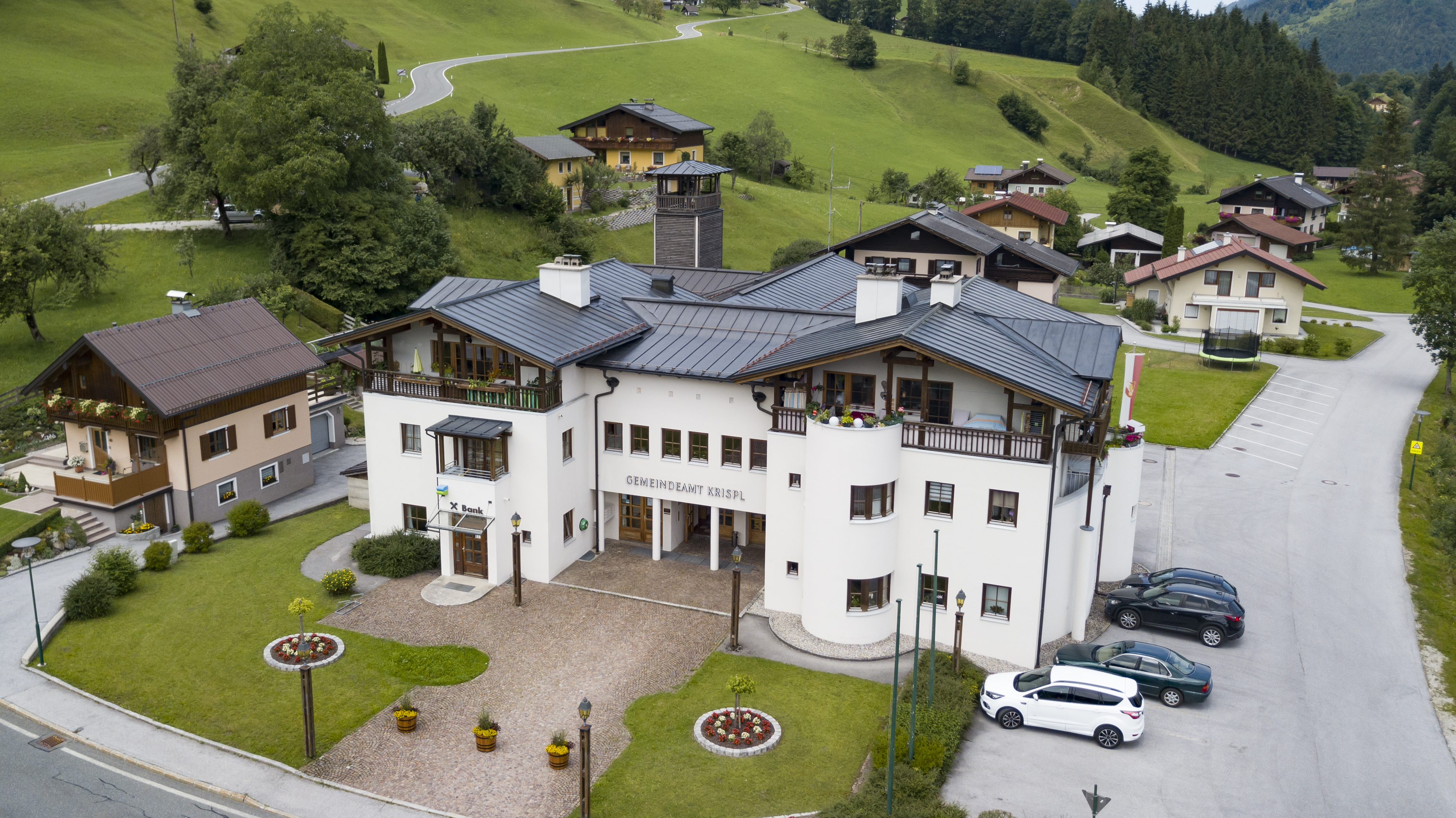
Gemeindeamt Krispl